# Rechtsbuch
Der Ausdruck Rechtsbuch bezeichnet in der Rechtsgeschichte eine private Rechtsaufzeichnung des Mittelalters bzw. der frühen Neuzeit. Der Begriff definiert sich als Gegensatz zu Gesetzen, Verordnungen und anderen durch Inhaber herrschaftlicher oder staatlicher Macht verfasste Rechtstexte. Von den Rechtsbüchern abzugrenzen sind aber auch bloße Lehrbücher und Kommentierungen des herrschaftlichen Rechts.

## Inhalt
Zumeist handelt es sich bei einem Rechtsbuch um die private Sammlung einer bereits gewohnheitsrechtlich geltenden Rechtsmaterie. Aber auch die halbwissenschaftlichen, sogenannten „populären“ Schriften der Rezeptionszeit, welche das bis dahin in Deutschland noch fremde, aber mit diesen Büchern stark verbreitete römische Recht aufgezeichnet haben, werden allgemein als Rechtsbücher bezeichnet. Im Grunde wollten auch sie nur geltendes Recht vermitteln, da sie das römische Recht für kaiserlich und damit auch in Deutschland für rechtsverbindlich hielten.
Weil die Rechtsbücher somit regelmäßig vor allem geltendes Recht widerspiegeln sollten, wurden sie vielfach „Spiegel“ genannt. Vorbild war hierbei der Sachsenspiegel, der am Anfang der Rechtsbuchtradition stand.
Einige Rechtshistoriker verlangen als weiteres Kriterium für ein Rechtsbuch, dass dieses später gleich einem Gesetz rechtliche Geltung entfaltete, wie dies insbesondere im Falle des Sachsenspiegels der Fall war. Dieses Kriterium trifft aber nur für einen eher kleinen Teil der Rechtsbücher zu, wird daher überwiegend abgelehnt.

## Bedeutende Rechtsbücher
Wichtige deutsche Rechtsbücher sind insbesondere:
- der um 1220/35 entstandene Sachsenspiegel, das wichtigste Rechtsbuch des deutschen Mittelalters,
- der hiervon stark beeinflusste, aber auch vom römischen Recht bereits beeinflusste, um 1275 in Augsburg verfasste Schwabenspiegel,
- weitere vom Sachsenspiegel abhängige Rechtsbücher, etwa der sog. Thüringer Spiegel und der Frankenspiegel (Kleines Kaiserrecht),
- das Mühlhäuser Reichsrechtsbuch,
- das 1375 im damaligen Mittelniederdeutsch (Sprache der Hanse) abgefasste Herforder Rechtsbuch,
- der um 1436 verfasste Klagspiegel des Schwäbisch Haller Stadtschreibers Conrad Heyden als erstes Rechtsbuch, das römisches Recht in deutscher Sprache behandelt,
- der 1509 erstmals gedruckte Laienspiegel des Nördlinger Stadtschreibers Ulrich Tengler.

Beispiele für weitere europäische Rechtsbücher sind:
- die frühmittelalterlich verfassten Fénechas (engl. Brehon laws) in Irland,
- die mittelalterlich verfasste Cyfraith Hywel (10. Jh.) in Wales,
- der Très ancien coutumier (1200–1245) und die Summa de legibus Normanniae in curia laicali (1235–1258), zwei normannische Rechtsbücher,
- das in der zweiten Hälfte des 14. Jahrhunderts in Preußen entstandene Rechtsbuch Alter Kulm,
- die Grágás, ein isländisches Rechtsbuch aus dem Ende der Freistaatszeit.
- Die schwedischen Provinzen („Landskapen“) hatten bis 1350 eigene Gesetze, die mit Anfang 1220 niedergeschrieben wurden. Die von Uppland und Södermanland wurden von einer königlichen Kommission ausgearbeitet und von dem König festgestellt. Sie gelten als Gesetzbücher. Die übrigen, z. B. die von Västergötland, Östergötland, Gotland und Västmanland waren private Rechtsaufzeichnungen und sind als Rechtsbücher bezeichnet.